# Super Best Singles 〜10th Anniversary〜
『Super Best Singles 〜10th Anniversary〜』（スーパーベストシングルス テンス アニバーサリー）は、日本の女性歌手、華原朋美の4作目のベスト・アルバム。

## 解説
- デビュー10周年を記念して発売した2枚組ベスト・アルバム。
- DISC1が1995年~1998年まで在籍したORUMOK RECORDS/パイオニアLDC時代の作品、DISC2が1998年~2003年まで在籍したワーナーミュージック・ジャパン時代の作品、2つのレコード会社の垣根を超えて発売された当時のオールタイムベストとなっている。
- 小室哲哉プロデュース時代の楽曲は勿論、小室プロデュースから独立後にリリースされた楽曲も収録されている。
- 17th single「Blue Sky」、20th single「あなたのかけら」は収録されていない。
- 2004年、23rd single「あなたがいれば」以降のシングルはユニバーサルミュージック在籍のため収録されていないが、本作から10年後の2015年に発売されたオールタイム・ベストアルバム『ALL TIME SINGLES BEST』にてユニバーサル在籍時代の楽曲も網羅された。
- ジャケット写真は撮り下ろしだが、同時期にユニバーサルミュージックから発売された10周年ライブDVD「10th Anniversary Celebration 華原朋美 Concert 2005」の際に撮影された写真が使用されている。

## 収録曲

### DISC1
1. keep yourself alive
1stシングル
2. I BELIEVE
2ndシングル
3. I'm proud
3rdシングル
4. LOVE BRACE
4thシングル
5. save your dream
5thシングル
6. Hate tell a lie
6thシングル
7. LOVE IS ALL MUSIC
7thシングル
8. たのしく たのしく やさしくね
8thシングル
9. I WANNA GO
9thシングル
10. YOU DON'T GIVE UP
10thシングル

### DISC2
1. tumblin' dice
11thシングル
2. here we are
12thシングル
3. daily news
13thシングル
4. as A person
14thシングル
5. be honest
15thシングル
6. Believe In Future 〜真夜中のシンデレラ〜
16thシングル
7. Never Say Never [Japanese version]
18thシングル
8. PRECIOUS [Japanese version]
19thシングル
9. あきらめましょう
21stシングル
10. PLEASURE
22ndシングル、今作でアルバム初収録。